# ویلسون، استرالیای غربی
ویلسون (به انگلیسی: Wilson) یک حومه شهر در استرالیا است که در استرالیای غربی واقع شده‌است.